# ژیموتیتسه
ژیموتیتسه (به لاتین: Žimutice) یک منطقهٔ مسکونی در جمهوری چک است که در شهرستان چسکه بودیوویتسه واقع شده‌است. ژیموتیتسه ۳۱٫۷۳ کیلومتر مربع مساحت و ۵۷۲ نفر جمعیت دارد و ۴۴۳ متر بالاتر از سطح دریا واقع شده‌است.